# Principat de Nagar
Nagar (urdú: ریاست نگر) fou un estat tributari protegit, avui a Gilgit-Baltistan (abans àrees septentrionals o àrees del Nord del Pakistan), al districte d'Hunza-Nagar (abans districte de Gilgit). Va existir formalment fins al 1974. L'estat limitava amb l'agència de Gilgit pel sud i oest, i amb el principat d'Hunza pel nord i est. La capital n'era Nagar.

## Història
El principat de Nagar va existir durant 1.200 anys sota la dinastia Maghlot o Mughlot amb títol de mirs o thams. Els principats de Nagar i Hunza formaven inicialment un principat unit, el territori del qual era conegut en conjunt com a Brooshaal (Brushal o Broshal o Buroshall) i la capital n'era Capal Dongs. Després del regnat de Miyor Khan, els seus fills es van repartir Brooshaal amb el riu Hunza com a límit: Mughlot Khan va esdevenir sobirà de Nagar i Kirkis Khan d'Hunza; els mirs de Nagar van regir l'estat durant deu segles (segles VIII a XVIII) però de la seva història fins al segle XIX gairebé res és conegut. Nagar i Hunza foren generalment estrets aliats i Hunza hauria estat feudatari de Nagar en alguns moments.
El 1869, el sobirà d'Hunza Muhammad Ghazan Khan es va reconèixer tributari de Caixmir; en aquell temps, l'ètnia de Nagar eren els nagirkuts, emparentats amb els hunzakuts d'Hunza, en gran part ismaïlites; la llengua habitual era el burushaski, una llengua aïllada. En aquest temps, a la frontera dels estats d'Hunza i Nagar amb Gilgit hi havia les fortaleses de Chaprot i Chalt, que feien de zona tampó, i foren terra sense amo fins al 1877, quan van ser ocupades pel sobirà de Nagar amb suport del govern de Caixmir; el 1886, Nagar va evacuar els forts deixant el lloc a una guarnició de Caixmir. El mateix any, el tham d'Hunza, Ghazan Khan, fou assassinat pel seu fill Safdar Ali Khan, que el va succeir i es va reconèixer vassall de Caixmir, però el 1888, aliat a Nagar, va expulsar les guarnicions caixmiris de Chaprot i Chalt i va amenaçar Gilgit; no obstant això, al cap de pocs mesos, Caixmir va recuperar les dues fortaleses.
Els britànics van establir una agència a Gilgit el 1889 i els diversos sobirans va acceptar respectar el control de l'agent i permetre el pas lliurement pels seus territoris, aturant d'altra banda els atacs que periòdicament feien a la ruta de Yarkand i en altres llocs, a canvi d'uns subsidis anuals, afegits als que els pagava Caixmir. Aquestes promeses no foren respectades i el maig de 1891 una força combinada d'Hunza i Nagar va atacar Chalt, però fou dispersada pels reforços enviats al fort. Posteriorment, dins el mateix any, els dos sobirans es van oposar a l'allargament de les rutes que portaven a Chalt per arribar fins als seus territoris, com volien els britànics, i aquestos van haver d'enviar una expedició que va ocupar Nagar i Hunza. Aquesta guerra menor fou anomenada Guerra anglobrusho.
El tham de Nagar es va sotmetre i el d'Hunza, Safdar Ali, va fugir a la Xina; els subsidis foren retirats i el 15 de setembre de 1892 es va tornar el poder al tham, mentre a Hunza es va establir com a nou tham el germanastre de Safdar, Muhammad Nazim Khan, lleial als britànics. Una força militar va romandre a Hunza i a Nagar fins al 1897, i el 1895 es van tornar a concedir els subsidis tant britànics com de Caixmir; aquest mateix any els dos sobirans van ajudar en la lluita a Chitral.
Djafar Zahid Khan, tham de Nagar, va morir el 1904 i el va succeir el seu fill Sikandar Khan o Iskandar Khan, mentre a Hunza Nazim Khan va romandre al poder fins a la seva mort, el 1938; les seves relacions amb les autoritats xineses foren controlades. Hunza i Nagar reconeixien la sobirania de Caixmir, a qui pagava un tribut simbòlic, i aportaven soldats a la defensa de les fronteres a canvi dels quals rebien el subsidi de Caixmir. Iskandar Khan va morir el 17 de març de 1940 i el va succeir el seu fill Shaukat Ali Khan (1930-2003), que el 3 de novembre de 1947 va proclamar l'accessió de l'estat al Pakistan.
El 1968, Syed Yahya Shah, el primer polític de la vall, va demanar drets civils al mir o tham de Nagar; quan la dictadura d'Ayyub Khan es va acabar, el govern democràtic del Partit Popular del Pakistan de Zulfikar Ali Bhutto va imposar la democràcia i va ordenar l'alliberament de presoners. Els principats de Nagar i Hunza foren dissolts (25 de setembre de 1974) i agregats a les àrees septentrionals (Nothern Areas) sota administració federal. La zona va resistir al control pakistanès i fou anomenada pels nacionalistes Balawaristan. El tham de Nagar, Shaukat Ali Khan, va morir el 2003. L'hereu Barkat Ali Khan viu a Islamabad. Finalment, el 29 d'agost de 2009 les àrees del Nord foren reconegudes unilateralment com a autònomes (van esdevenir una província autònoma del Pakistan per un decret presidencial i van agafar el nom de Gilgit Baltistan), però els moviments nacionalistes no ho van acceptar.

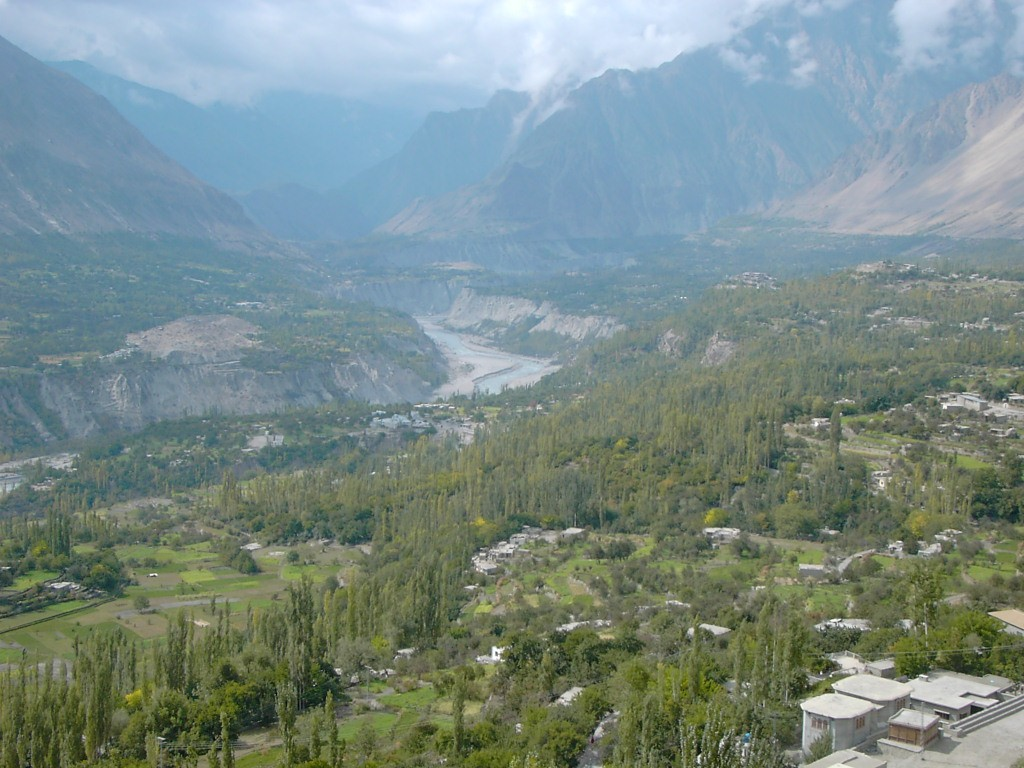
Vall d'Hunza mirant a Nagar

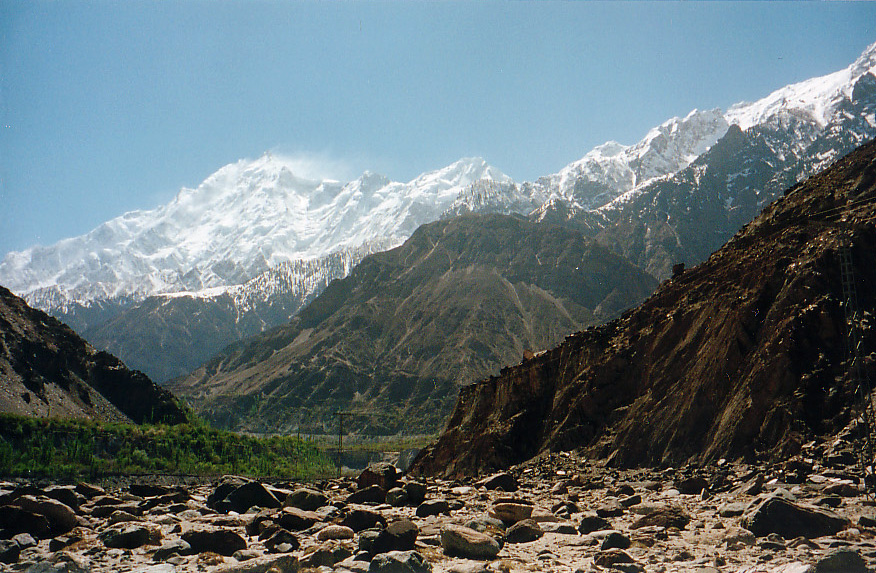
Muntanya Rakaposhi

## Llista de mirs o thams
| Regnat                                      | Mirs de Nagar                 |
| ------------------------------------------- | ----------------------------- |
| Dates desconegudes                          | Fadl Khan                     |
| Dates desconegudes                          | Daud Khan                     |
| Dates desconegudes                          | Ali Dad Khan (primera vegada) |
| Dates desconegudes                          | Hari Tham Khan                |
| Dates desconegudes                          | Ali Dad Khan (segona vegada)  |
| Dates desconegudes                          | Kamal Khan                    |
| Dates desconegudes                          | Rahim Khan I                  |
| Data desconeguda - 1839                     | Rahim Khan II                 |
| 1839 - 1891                                 | Jafar Zahid Khan (primer cop) |
| 1891 - 1892                                 | Raja Azur Khan (provisional)  |
| 1892 - 1904                                 | Jafar Zahid Khan (segon cop)  |
| 1905 - 17 de març de 1940                   | Raja Mir Iskandar Khan        |
| 17 de març de 1940 - 25 de setembre de 1974 | Shaukat Ali Khan (1930-2003)  |
| 25 de setembre de 1974                      | Dissolució                    |